# Óscar Salinas (Radsportler)
Óscar Salinas war ein kolumbianischer Radrennfahrer und nationaler Meister im Radsport.

## Sportliche Laufbahn
Salinas war im Straßenradsport und im Bahnradsport aktiv. 1947 gewann er die nationale Meisterschaft im Straßenrennen, 1948 wurde er Vizemeister. 1954 gewann er eine Etappe in der Vuelta a Colombia. Bei den Zentralamerika- und Karibikspielen 1954 war er mit dem Bahnvierer Kolumbiens mit Octavio Echeverri, Héctor Monsalve und Octavio Ularte in der Mannschaftsverfolgung erfolgreich.